# Rodrigo
Rodrigo (em gótico: 𐌷𐍂𐍉𐌸𐌰𐍂𐌴𐌹𐌺𐍃; romaniz.: Hroþareiks; nas línguas germânicas: Ruderic, Roderic, Roderik, Roderich ou Roderick; em latim: Rodericus; em árabe: لذريق; Ludharīq; Córdova c. 687/688? — c. 711?) foi rei visigodo da Hispânia de 710 a 711. Com ele terminou o Reino Visigótico. Foi o lendário "último rei dos godos". Historicamente, pouco pode ser dito com exatidão sobre o seu reinado, exceto que governou parte da Península Ibérica ao mesmo tempo em que seus adversários governavam o resto do território e que foi derrotado e morto pelos muçulmanos, que conquistariam a maior parte da Península.

## Biografia
Segundo a “Crónica de Afonso III”, Rodrigo era filho de Teodofredo [es], filho do rei Quindasvinto, e de uma mulher chamada Riccilo. Sua data exata de nascimento é desconhecida, mas estima-se que tenha sido após 687, ano do casamento de seu pai durante seu exílio em Córdova após a ascensão do rei Égica.

### Usurpação
De acordo com a “Crónica de 754”, Rodrigo "tumultuosamente [tumultuose] invadiu o reino [regnum] com o incentivo do senado [senatus]." Os historiadores têm debatido por muito tempo o significado exato destas palavras. O que é geralmente reconhecido é que não se tratou de um golpe palaciano típico, como havia ocorrido em ocasiões anteriores, e sim de uma invasão violenta do palácio, que dividiu o reino.
É provável que a "invasão" não tenha partido de fora do reino, já que a palavra regnum pode referir-se ao escritório do rei; é provável que Rodrigo tenha apenas usurpado o trono. Entretanto, é possível também que Rodrigo fosse um comandante regional (duque da Bética segundo as lendas) ou até mesmo um exilado, quando ele forjou o golpe.
O "tumulto" que envolveu esta usurpação foi provavelmente violento, embora as circunstâncias deste tem dividido os estudiosos. Alguns creem que envolveu a deposição ou o assassinato do rei legítimo, Vitiza, enquanto outros acreditam que foi uma consequência da morte natural do monarca. Outros acreditam que o rei Ágila II, que governou em oposição a Rodrigo, era de facto o filho e sucessor de Vitiza e que Rodrigo tinha tentado usurpar o trono dele.
O senado com o qual Rodrigo planejou seu golpe era provavelmente composto de "líderes aristocratas e talvez também alguns bispos". A participação de clérigos na revolta é contestada; alguns estudiosos argumentam que o apoio dos bispos não teria levado o ato a ser rotulado de usurpação. Thompson, por exemplo, acredita que o golpe tenha sido orquestrado apenas por palacianos. O grupo de senhores seculares e eclesiásticos era determinante na sucessão visigótica desde o reinado de Recaredo I. Algumas medidas foram tomadas nas últimas décadas do reino para tentar diminuir a influência dos palacianos, mas eles não foram muito afetados por tais medidas, como a participação deles num golpe em 711 indica.

### Divisão do reino

Províncias da Hispânia de 586 a 711. Rodrigo controlava a província da Lusitânia e parte da Cartaginense.

Após o golpe, o reino foi dividido em dois, com a parte sudoeste (a província de Lusitânia e a parte ocidental da província de Carthaginiensis, em redor de Toledo, capital do Reino Visigótico) controlada por Rodrigo e a parte nordeste (Tarraconense e Narbonense) controlada por Águila. Tal facto foi confirmado por evidências arqueológicas e numismáticas. As doze moedas ainda existentes do reinado de Rodrigo, todas com o nome de Rvdericvs, foram cunhadas em Toledo, provavelmente a capital do seu reino, e em Egitânia (provavelmente a atual freguesia de Idanha-a-Velha). As regiões onde as moedas foram encontradas não se sobrepõem, sendo altamente provável que os dois governantes reinavam em oposição um ao outro. Não se sabe com quem ficou o controlo das províncias dea Galécia e da Bética. O facto de que Rodrigo e Águila provavelmente nunca se enfrentaram militarmente é melhor explicado pela preocupação de Rodrigo com as incursões sarracenas na Hispânia e não com a divisão formal do Reino Visigótico.
Uma lista de sucessão real visigótica menciona que Rodrigo teria reinado por um período de sete anos e seis meses, enquanto duas continuações da “Chronicon regum Visigothorum” [es] regista que o governo de Águila durou três anos. Em contraste às listas de sucessão real, cuja data não pode ser determinada, a Crónica de 754, escrita em Toledo, atesta que Rodrigo reinou por um ano. Especula-se que o reinado de Rodrigo tenha começado em 710 ou, mais comumente, em 711, e se tenha estendido até ao final de 711 ou 712. O reinado de Águila provavelmente começou pouco depois do de Rodrigo e durou até 713.

## Guerra com os muçulmanos
Segundo a “Crónica de 754”, imediatamente após garantir seu trono, Rodrigo reuniu forças para se opor aos árabes e berberes (Mauri), que estavam a invadir o sul da Península Ibérica e tinham destruído muitas cidades sob o comando de Tárique e outros generais muçulmanos. Enquanto fontes posteriores de origem árabe apresentam a conquista da Hispânia como um evento singular realizado sob as ordens de Muça ibne Noçáir, governador de Ifríquia, de acordo com a Crónica de 754, que foi escrita numa época mais perto dos eventos que relata, os muçulmanos começaram sua incursão pela região com ataques desorganizados e só conseguiram conquistar a Península após a morte de Rodrigo e o colapso da nobreza visigótica. Segundo a Historia gentis Langobardorum, de Paulo, o Diácono, os sarracenos invadiram "toda a Hispânia" a partir de Septem (Ceuta).
Rodrigo fez várias expedições contra os invasores antes de ser abandonado em batalha pelas suas tropas e morto em 712. O cronista de 754 afirma que alguns dos nobres que haviam acompanhado Rodrigo na sua última expedição decidiram abandoná-lo por "ambição pelo reino", talvez a sua intenção fosse deixá-lo morrer na batalha para que pudessem assegurar o trono para um deles. Quaisquer que tenham sido as intenções, a maioria deles teriam morrido na batalha também. Outros historiadores sugerem que a baixa moral entre os soldados por causa da ascensão contestada de Rodrigo ao trono foi a causa da derrota. A maioria dos soldados de Rodrigo seriam mal treinados e escravos indispostos à batalha; provavelmente haveria poucos homens livres lutando pelos godos. O local da batalha é incerto. Provavelmente ocorreu perto da foz do rio Guadalete, daí seu nome, Batalha de Guadalete. De acordo com Paulo, o Diácono, o local era desconhecido.
Segundo a Crónica de 754, os sarracenos conquistaram Toledo em 711 e executaram muitos nobres que ainda estavam na cidade sob o pretexto de que ajudariam na fuga de Opas, filho de Égica. Tendo isto acontecido, de acordo com o próprio texto, após a morte de Rodrigo, a derrota das tropas deste deve ser atrasada para 711 ou a conquista de Toledo deve ser adiada para 712; esta última hipótese é a preferida por Collins. É possível que o Oppas, que fugiu de Toledo e era filho de um rei anterior, tenha sido a causa da "fúria interna" que arrasou a Hispânia na época narrada pela Crónica. Talvez Oppas tenha sido declarado rei em Toledo pelos rivais de Rodrigo e Águila antes da derrota de Rodrigo ou entre a morte dele e a conquista de Toledo pelos sarracenos. Se assim for, os nobres que tinham "ambição pelo reino" podem ter sido os apoiantes de Oppas que foram mortos em Toledo pelos sarracenos logo após a batalha no sul.
Segundo um relato do século IX, uma tumba com a inscrição Hic requiescit Rodericus, rex Gothorum ("aqui jaz Rodrigo, rei dos godos") foi encontrada em Egitânia (atual freguesia de Idanha-a-Velha, em Portugal). Segundo a Lenda da Nazaré, o rei fugiu do campo de batalha sozinho e refugiou-se temporariamente no Mosteiro de Cauliana [es], perto de Mérida, de onde fugiu pouco depois para o que é atualmente a Nazaré, na costa portuguesa. Depois disso foi para Viseu, onde morreu dois ou três anos depois, e onde teria sido sepultado. Rodrigo deixou uma viúva, Égilo [es], que mais tarde se casaria com um dos governantes árabes da Hispânia.

## Na literatura
Rodrigo foi tema de várias obras literárias. O escrito escocês Walter Scott tratou poeticamente das lendas associadas a ele em The Vision of Don Roderick (1811), assim como o fizeram os escritores ingleses Walter Savage Landor e Robert Southey em Count Julian (1812) e Roderick, the Last of the Goths (1814), respectivamente.
O escritor norte-americano Washington Irving recontou as lendas de Rodrigo em Legends of the Conquest of Spain (1835), obra escrita enquanto o autor morou na Espanha. As lendas recontadas por ele no livro são Legend of Don Roderick, Legend of the Subjugation of Spain e Legend of Count Julian and His Family.
Rodrigo também foi tema de duas óperas: Rodrigo (1707), de Georg Friedrich Händel e Don Rodrigo (1964), de Alberto Ginastera.